# NGC 4476
NGC 4476 este o galaxie lenticulară situată în constelația Fecioara. A fost descoperită în 1784 de către William Herschel. Se află la o distanță de 17,54 megaparseci de Pământ.